# Цветок зла
«Цветок зла» (фр. La fleur du mal) — фильм французского режиссёра Клода Шаброля, вышедший на экраны в 2003 году.
В 2003 году «Цветок зла» был включён в конкурсную программу Берлинского международного кинофестиваля. В 2004 году фильм был номинирован на испанскую кинопремию Гойя как лучший европейский фильм.

## Сюжет
Действие картины происходит в небольшом городке в районе Бордо. Франсуа Вассер (Бенуа Мажимель) возвращается домой после 4-летнего пребывания в США. В аэропорту его встречает отец, вежливый и обходительный Жерар (Бернар Ле Кок), который владеет аптекой и небольшой неофициальной лабораторией при ней. Дома Франсуа ожидают его пожилая, активная и доброжелательная тётя Лин (Сюзанн Флон), а также любовь его детства, сводная сестра и кузина, студентка психологии, симпатичная и привлекательная Мишель (Мелани Дутей).
Вскоре приезжает мачеха Франсуа Анн Шарпен-Вассер (Натали Бай). Четыре года назад она серьёзно занялась политикой, стала членом местного муниципалитета и в данный момент баллотируется в мэры. Её повсюду сопровождает её помощник и заместитель Матье (Тома Шаброль), которого Жерар явно не любит, считая, что тот вовлекает Анн в политику, отрывая от семьи.
Накануне голосования Матье привозит компрометирующую Анн листовку, в которой изложены факты порочного прошлого семей Шарпенов и Вассеров. В частности, говорится о том, что во время Второй мировой войны дед Анн был коллаборационистом и выдал нацистам своего сына, которого потом казнили. Говорится также о том, что Анн Шарпен и Жерар Вассер поженились после того, как в 1981 году в автокатастрофе погибли их тогдашние муж и жена.
У Франсуа и Мишель давний роман, она любит его с 13 лет. Боясь «сделать что-то не то» в их отношениях, Франсуа в своё время уехал сначала учиться в Париж, а затем в Америку. Желая побыть наедине, Франсуа и Мишель уезжают на три дня в семейный дом на морском побережье. Молодые наводят порядок в доме, затем гуляют вдоль берега, заходят в хорошо знакомый местный ресторанчик. Мишель говорит, что именно здесь Анн четыре года назад объявила о решении выставить свою кандидатуру в муниципалитет, что привело Жерара в бешенство. И Франсуа, и Мишель не любят Жерара, но любят Анн. Франсуа называет отца лицемером, лжецом и злобным сластолюбцем. Он также подозревает, что вообще не сын Жерара, на это как будто намекала ему мать. Франсуа и Мишель подозревают, что пасквиль на семью написал Жерар, надеясь, что после этого Анн откажется от участия в выборах. Они делятся своими подозрениями с приехавшей тётей Лин. Позднее тётя Лин говорит им, что погибшие мать Франсуа и отец Мишель любили друг друга, и у них был роман.
Анн и Матье проводят не очень удачные и тяжёлые визиты к избирателям. Из разговоров между избирателями выясняется, что в пасквиле написано, что тётя Лин убила своего отца и деда Анн за то, что он отдал нацистам своего родного сына, которого Лин любила. Тем временем Жерар в личном офисе своей аптеки принимает молодую девушку. Ночью Анн говорит Жерару, что не бросит выборы из-за пасквиля.
На приёме в мэрии накануне выборов старый мэр заявляет об уходе в отставку и в частном порядке предрекает победу Анн. Анн подозревает, что пасквиль написал её главный конкурент на выборах, но тот как будто бы ни при чём и даже рассчитывает на сотрудничество с Анн. Жерар знакомится с парижской артисткой Доминик, они договариваются о встрече в его аптеке на следующий день.
На следующий день тётя Лин разбирает документы в аптеке Жерара, и одновременно ищет подтверждения того, что это Жерар написал пасквиль. Она видит, как в офис приходит Доминик, и про себя называет Жерара свиньёй.
Утром на выборах Жерар голосует против жены. После обеда Анн, Жерар и Франсуа уезжают на оглашение итогов выборов. Вечером, когда Мишель занимается в кабинете, неожиданно входит пьяный Жерар и начинает к ней приставать. Защищаясь, Мишель бьёт его лампой, он падает, ударяется об угол стола и умирает. Мишель бежит за помощью к тёте Лиин, вместе они перетаскивают труп в спальню на второй этаж.
Тётя Лин рассказывает ей, что во время войны её отец работал на нацистов, составлял списки евреев и борцов сопротивления, и когда её любимый брат ушёл в партизаны, он позволил убить и его. За это тётя Лин убила отца и не жалеет об этом. По звонку Мишель приезжает Франсуа, вместе они укладывают труп в спальне. Тётя Лин говорит Франсуа и Мишель, что она сознаётся в убийстве Жерара, и они никогда не должны никому говорить, что имели к этому убийству отношение. Для тёти Лин такое признание станет избавлением после 60 лет вынужденного одинокого молчания, когда она ни с кем не могла поделиться своей тайной. Домой приезжает победившая команда Анн. Франсуа и Мишель спускаются вниз и празднуют победу Анн.
Фильм затрагивает события из жизни трёх поколений французской провинциальной буржуазной семьи, в которой под фасадом благополучия скрыты страшные факты супружеской неверности, предательства и убийств. Представляет интерес и достаточно увлекательный взгляд Шаброля на французскую местную политику. Фильм полон интересных образов и достаточно удачных актёрских ролей, отлично снят и достаточно увлекателен, хотя ему несколько не хватает композиционной плотности и напряжённости, а также всепроникающего чувства страха, которые отличали лучшие работы Шаброля. К слабым сторонам картины следует отнести перегруженный отвлекающими деталями сценарий, а также призванный раскрыть многие тайны немного скомканный монолог тёти Лин в финале картины.

## В ролях
Натали Бай — Анн Шарпен-Вассер
Бенуа Мажимель — Франсуа Вассер
Сюзанн Флон — Тетя Лин
Бернар Ле Кок — Жерар Вассер
Мелани Дутей — Мишель Шарпен-Вассер
Тома Шаброль — Матье Лартиг